# Eleutherodontidae
Eleutherodontidae (лат.) — семейство вымерших млекопитающих из подотряда Euharamiyida. Жили в юрском периоде 164,7—157,3 млн лет назад на территории современного Китая.

## Систематика
По данным сайта Fossilworks на март 2016 года включает 2 вымерших рода:
- Megaconus Zhou et al., 2013
  - Megaconus mammaliaformis Zhou et al., 2013
- Xianshou Bi et al., 2014
  - Xianshou linglong Bi et al., 2014
  - Xianshou songae Bi et al., 2014

Ранее включавшиеся в это семейство роды Eleutherodon и Sineleutherus в результате анализа, проведённого S. Bi с соавторами в 2014 году, перенесены в кладу Euharamiyida.